# Irish Professional Championship 1979
Die Smithwicks Irish Professional Championship 1979 war ein professionelles Snookerturnier im Rahmen der Saison 1978/79 ohne Einfluss auf die Weltrangliste. Das Turnier wurde als Herausforderungsmatch vom 20. bis zum 22. März 1979 in der Ulster Hall im nordirischen Belfast ausgetragen. Sieger wurde Titelverteidiger Alex Higgins, der zum zweiten Mal in Folge Patsy Fagan als Herausforderer besiegte. Higgins spielte zudem mit einem 124er-Break das höchste Break des Turnieres.

## Preisgeld
Gesponsert wurde das Turnier von der Biermarke Smithwicks. Insgesamt gab es ein Preisgeld von 2.000 £ zu gewinnen, von denen 1.500 £ auf den Sieger und die übrigen 500 £ auf den Verlierer entfielen.

## Das Spiel
Die Irish Professional Championship konnte auf eine lange Tradition zurückblicken. Ab der ersten Ausgabe anno 1947 dominierte Jackie Rea mit nur einer Niederlage das Turnier, bis er 1972 von Alex Higgins abgelöst wurde. Seitdem hatte Higgins bereits zwei Herausforderungen überstanden, nachdem im letzten Jahr zuerst Dennis Taylor und dann Patsy Fagan die Herausforderung gesucht hatten, aber gegen den Titelverteidiger keine Chancen hatten. Gut ein Jahr nach seinem letzten Versuch probierte es Fagan nun erneut.
Das Spiel zwischen Higgins und Fagan fand vom 20. bis zum 22. März 1979 in der Belfaster Ulster Hall statt. Schiedsrichter der im Modus Best of 41 Frames ausgerichteten Partie war der Engländer Alf Shaw. Alex Higgins hatte den besseren Start und ging mit 3:0 in Führung, doch Fagan konnte auf 3:2 verkürzen. Anschließend baute Higgins seine Führung auf 6:2 und 7:4, doch Fagan ließ nicht locker und konnte erneut auf einen Frame zum Stande von 7:6 an ihn herankommen. Nun preschte Ex-Weltmeister Higgins aber vor und ging mit 11:6 und 15:7 in Führung. Erst dann hatte Fagan wieder etwas mehr Erfolg und konnte kurzzeitig einen Ausbau der Führung seitens Higgins verhindern, bis dieser beim Stande von 17:11 drei Frames in Folge gewinnen konnte. Fagan konnte nur noch auf 20:12 verkürze, bevor Higgins den letzten nötigen Frame holte und damit mit 21:12 siegte. Higgins, der während des Spiels zwei Century Breaks gespielt hatte, verbesserte damit sein Vorjahresergebnis gegen Fagan (21:13) um einen verlorenen Frame weniger.
| Finale: Best of 41 Frames Schiedsrichter/in: Alf Shaw Ulster Hall, Belfast, Nordirland, 20. – 22. März 1979 |                |             |
| Alex Higgins | 21:12          | Patsy Fagan |
| 112:14, 73:51, 82:30, 58:84, 60:77, 79:43, 76:49, 90:29, 27:109(88), 22:90, 96:29, 37:86, 41:82, 83:44, 98:30, 102:39, 79:1, 20:65, 79:20 (65), 82:49 (54), 100:34, 112:19 (112), 22:80, 122:1, 51:55, 79:40, 46:60, 56:59, 72:42, 129:0 (124), 107:7, 17:122, 67-47 |                |             |
| 124 | Höchstes Break | 88          |
| 2 | Century-Breaks | –           |
| 4 | 50+-Breaks     | 1           |